# Smyriodes aplectaria
Smyriodes aplectaria là một loài bướm đêm trong họ Geometridae.

## Hình ảnh

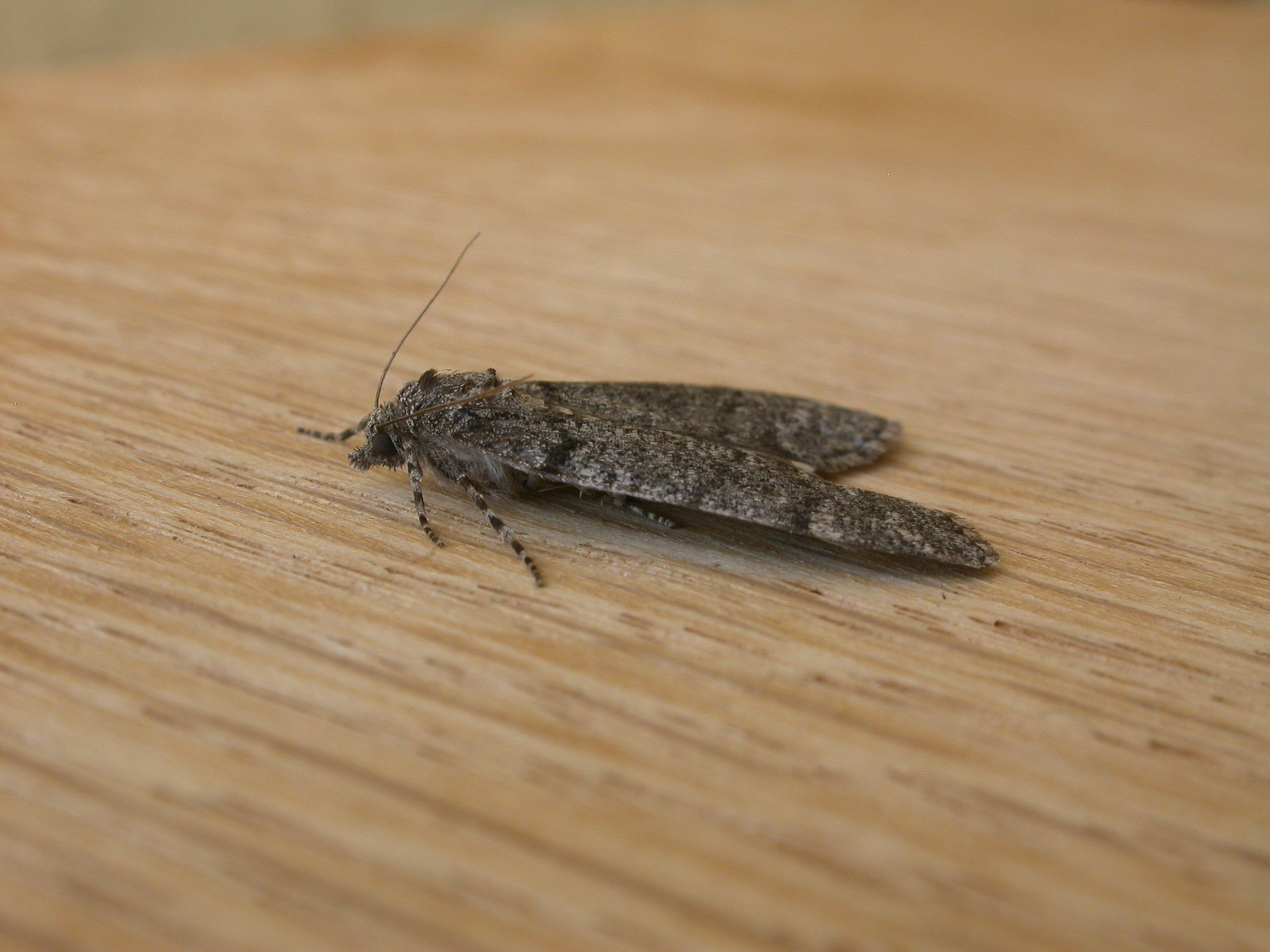
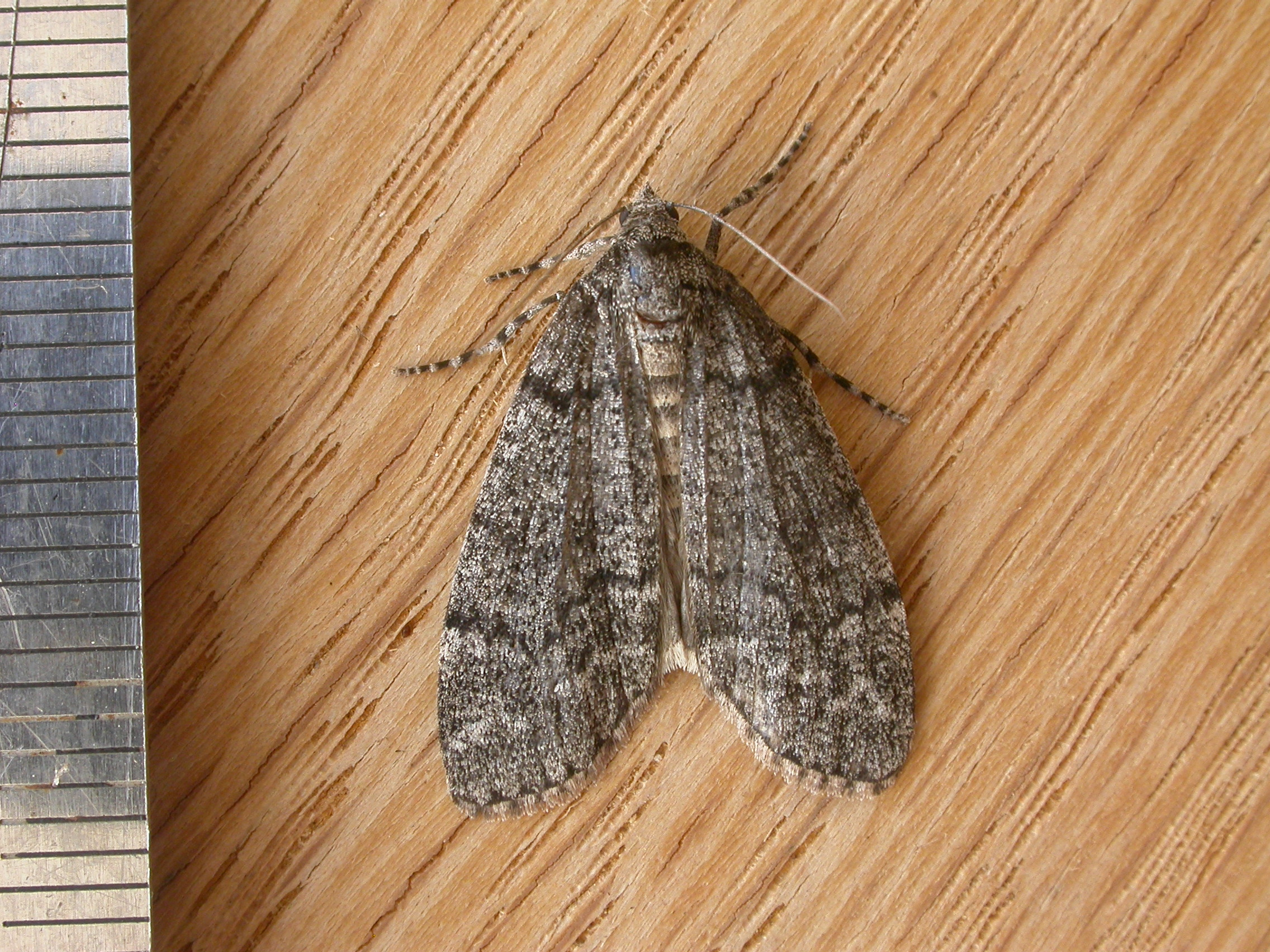